# ميسون بنت صقر القاسمي
ميسون صقر القاسمي (1958، الشارقة) شاعرة وفنانة تشكيلية وروائية إماراتية من الشارقة، مقيمة ما بين القاهرة والإمارات. وهي أول إماراتية تفوز بجائزة الشيخ زايد للكتاب في فرع الآداب عام 2022 عن كتابها (مقهى ريش: عين على مصر).

## مسيرتها
ولدت بالإمارات، وتخرجت من كلية الاقتصاد والعلوم السياسية من قسم السياسة بجامعة القاهرة. وعملت في المجمع الثقافي بأبوظبي في مركز الوثائق، ثم في مؤسسة الثقافة والفنون كرئيس لقسم الثقافة، ثم لقسم الفنون ثم أنشأت قسماً للنشر بما فيه من عقود ونظم ومستشارين وطبع خلال فترتها الكثير من الكتب الهامة المترجمة والمؤلفة، ثم أصبحت رئيس قسمي النشر والفنون فأنشأت قسم النشر كما أنشأت وأقامت مهرجان الطفولة الأول والثاني. وعملت بوزارة الاعلام والثقافة كمدير الإدارة الثقافية.
جربت كتابة السيناريو لأعمال للأطفال وأخرجت ستة أعمال صلصال لهم بهذه السيناريوهات. وانتهت مؤخرا من تجميع وتحقيق الأعمال الكاملة لوالدها الشاعر الشيخ صقر بن سلطان القاسمي في أربعة أجزاء والذي عملت عليه منذ فترة طويلة.

## مؤلفاتها
لها رواية واحدة باسم ريحانة، صدرت من دار الهلال بالقاهرة وتتحدث عن فكرة الحرية والمرأة وتلامس البنية التحتية لواقع الخليج في فترة ما قبل النفط. ولها مساهمات مهمة في الفن التشكيلي أقيمت لها معارض تشكيلية عدة. وفي الأفلام القصيرة لها فيلما تجريبيا خيط وراء خيط، وقد حصل على جائزة لجنة التحكيم في أفلام الإمارات بأبوظبي، وعرض في مركز الفنون بالقاهرة وشارك في مهرجان الإسماعيلية للأفلام التسجيلة والقصيرة كما شارك في معرض الدائرة بمسقط، عمان.
كما صدر لها رواية في فمي لؤلؤة عام 2016 عن الدار المصرية اللبنانية، تعد الرواية مزيج من الشعر الشعبي والحكايات القديمة والجديدة، حكايات من كتب من الشعراء، وأبرز من كتبوا عن اللؤلؤ.. وهي حصاد سبع سنوات من البحث والقراءة والتأمل.

### الشعر
لها عدة مشاركات فنية وشعرية بالعديد من المهرجانات العربية والدولية. كما ترجمت لها بعض القصائد إلى الإنجليزية والفرنسية والأسبانية والألمانية. من دواوينها الشعرية:
- هكذا أسمي الأشياء
- الريهقان
- جريان في مادة الجسد
- البيت
- الآخر في عتمته
- مكان آخر «رسم وشعر للأطفال»
- السرد على هيئته «رسم وشعر»
- تشكيل الأذى
- عامل نفسه ماشى "عاميه مصرية
- رجل مجنون لا يحبني [8]
- مخبيه في هدومها الدلع «عاميه مصرية»
- أرملة قاطع طريق
- جمالي في الصور.[9]

## وصلات خارجية
- ميسون بنت صقر القاسمي على موقع أرشيف الشارخ.
- ميسون صقر الأوان.
- الشاعرة ميسون صقر في برنامج مشارف على يوتيوب